# Лосано Аларкон, Хавьер
Хавьер Лосано Аларкон (исп. Javier Lozano Alarcón; 21 ноября, 1962) — мексиканский политик, работавший при президенте Фелипе Кальдероне министром труда .

## Биография
Лосано является президентом Федеральной телекоммуникационной комиссии (COFETEL).
В 2007—2008 годах Хавьер Лосано был замешан в деле о незаконном хранении и торговле наркотиками, оружием, а также в отмывании денег. Основным обвиняемым был Женли Е Гон, китайско-мексиканский бизнесмен, но он обвинил Хавьера Лосано в том, что политик заставлял его нарушать закон, угрожая убийством. Лосано отрицал эти обвинения.